# Vidovec
Vidovec – wieś w Chorwacji, w żupanii varażdińskiej, w gminie Vidovec. W 2011 roku liczyła 851 mieszkańców.